# Novatus Rugambwa
Novatus Rugambwa (ur. 8 października 1957 w Bukoba) – tanzański duchowny katolicki, arcybiskup, nuncjusz apostolski.

## Życiorys
6 lipca 1986 otrzymał święcenia kapłańskie i został inkardynowany do diecezji Bukoba. W 1987 rozpoczął przygotowanie do służby dyplomatycznej na Papieskiej Akademii Kościelnej. Uzyskał doktorat z prawa kanonicznego na Papieskim Uniwersytecie Urbaniana i wstąpił do watykańskiej służby dyplomatycznej.
28 lipca 2007 został podsekretarzem Papieskiej Rady ds. Duszpasterstwa Migrantów i Podróżujących.
6 lutego 2010 został mianowany przez Benedykta XVI nuncjuszem apostolskim na Wyspach Świętego Tomasza i Książęcej oraz arcybiskupem tytularnym Tagaria. Dwa tygodnie później został również akredytowany jako przedstawiciel Stolicy Świętej w Angoli. Sakry biskupiej 18 marca 2010 udzielił mu w Rzymie Sekretarz Stanu Tarcisio Bertone.
5 marca 2015 został przeniesiony do nuncjatury apostolskiej w Hondurasie.
29 marca 2019 papież Franciszek mianował go nuncjuszem apostolskim w Nowej Zelandii. 2 lutego 2021 został również akredytowany jako przedstawiciel Stolicy Apostolskiej na Wyspach Cooka. 30 marca 2021 został również akredytowany jako przedstawiciel Stolicy Apostolskiej w Mikronezji.